# Список прем'єр-міністрів Швеції
Прем'єр-міністр Швеції (швед. statsminister — «міністр держави») — є главою уряду в Королівстві Швеції. Перед створенням посади прем'єр-міністра 1876 року в Швеції главою уряду був голова держави король. Луї Ґергард де Геер, архітектор парламентаризму в Швеції, став першим прем'єр-міністром 1876 року. Термін перебування на посаді — 4 роки. З 1995 р. офіційною резиденцією шведського прем'єр-міністра є палац Сагер, який розташований в центрі Стокгольма. Прем'єр-міністр має також доступ до особняка Гарпсунд яп. Harpsund, який використовується як рекреаційний об'єкт.

## Перелік прем'єр-міністрів

### Список прем'єр-міністрівСполученого королівства Швеції та Норвегії(1876—1905)
| Партія сільських жителів | Протекціоністська партія | Позапартійні |

| №  | Зображення | Ім'я та прізвище                    | Термін повноважень               | Партія                   | Уряд                  | Монарх   |
| -- | ---------- | ----------------------------------- | -------------------------------- | ------------------------ | --------------------- | -------- |
| 1  |            | Луї Ґергард де Геер (1818—1896)     | 20 березня 1876 — 19 квітня 1880 | Позапартійний            | Луї Ґергарда де Геера | Оскар II |
| 2  |            | Герцог Арвід Поссе (1820—1901)      | 19 квітня 1880 — 13 червня 1883  | Партія сільських жителів | Поссе                 | Оскар II |
| 3  |            | Карл Йоган Тіселіус (1811—1891)     | 13 червня 1883 — 16 травня 1884  | Позапартійний            | Тіселіуса             | Оскар II |
| 4  |            | Оскар Роберт Темптандер (1844—1897) | 16 травня 1884 — 6 лютого 1888   | Позапартійний            | Темптандера           | Оскар II |
| 5  |            | Барон Ґілліс Більдт (1820—1894)     | 6 лютого 1888 — 12 жовтня 1889   | Позапартійний            | Ґілліса Більдта       | Оскар II |
| 6  |            | Барон Гюстав Окергельм (1833—1900)  | 12 жовтня 1889 — 10 липня 1891   | Протекціоністська партія | Окергельма            | Оскар II |
| 7  |            | Ерік Гюстав Бострьом (1842—1907)    | 10 липня 1891 — 12 вересня 1900  | Партія сільських жителів | Перший Бострьома      | Оскар II |
| 8  |            | Фредерік фон Оттер (1833—1910)      | 12 вересня 1900 — 5 липня 1902   | Позапартійний            | фон Оттера            | Оскар II |
| 9  |            | Ерік Гюстав Бострьом (1842—1907)    | 5 липня 1902 — 13 квітня 1905    | Партія сільських жителів | Другий Бострьома      | Оскар II |
| 10 |            | Йоган Рамстедт (1852—1935)          | 13 квітня 1905 — 2 серпня 1905   | Позапартійний            | Рамстедта             | Оскар II |
| 11 |            | Крістіан Лундеберг (1842—1911)      | 2 серпня 1905 — 7 листопада 1905 | Протекціоністська партія | Лундеберга            | Оскар II |

### Список прем'єр-міністрівКоролівство Швеція(з 1905 року)
| Ліберальна партія / Народна партія | Помірна коаліційна партія | Національна партія |
| Соціал-демократична партія         | Партія центру             | Позапартійні       |

| №  | Зображення                      | Ім'я та прізвище                      | Термін повноважень                 | Партія                     | Уряд                                      | Монарх          |
| -- | ------------------------------- | ------------------------------------- | ---------------------------------- | -------------------------- | ----------------------------------------- | --------------- |
| 1  |                                 | Карл Альберт Стаафф (1860—1915)       | 7 листопада 1905 — 29 травня 1906  | Ліберальна партія          | Перший Стааффа                            | Оскар II        |
| 2  |                                 | Герцог Арвід Ліндман (1862—1936)      | 29 травня 1906 — 7 жовтня 1911     | Помірна коаліційна партія  | Перший Ліндмана                           | Оскар II        |
| 3  |                                 | Карл Альберт Стаафф (1860—1915)       | 7 жовтня 1911 — 17 лютого 1914     | Ліберальна партія          | Другий Стааффа                            | Густав V        |
| 4  |                                 | Яльмар Гаммаршельд (1862—1953)        | 17 лютого 1914 — 30 березня 1917   | Позапартійний              | Гаммаршельда                              | Густав V        |
| 5  |                                 | Карл Свартц (1858—1926)               | 30 березня 1917 — 19 жовтня 1917   | Національна партія         | Свартца                                   | Густав V        |
| 6  |                                 | Нільс Еден (1871—1945)                | 19 жовтня 1917 — 10 березня 1920   | Ліберальна коаліція        | Едена                                     | Густав V        |
| 7  |                                 | Карл Брантінг (1860—1925)             | 10 березня 1920 — 27 жовтня 1920   | Соціал-демократична партія | Перший Брантінга                          | Густав V        |
| 8  |                                 | Барон Ґергард Луї де Геер (1854—1935) | 27 жовтня 1920 — 23 лютого 1921    | Позапартійний              | Ґергарда Луї де Геера                     | Густав V        |
| 9  |                                 | Оскар фон Сюдов (1873—1936)           | 23 лютого 1921 — 13 жовтня 1921    | Позапартійний              | фон Сюдова                                | Густав V        |
| 10 |                                 | Карл Брантінг (1860—1925)             | 13 жовтня 1921 — 19 квітня 1923    | Соціал-демократична партія | Другий Брантінга                          | Густав V        |
| 11 |                                 | Ернст Триґґер (1857—1943)             | 19 квітня 1923 — 18 жовтня 1924    | Національна партія         | Тріґґера                                  | Густав V        |
| 12 |                                 | Карл Брантінг (1860—1925)             | 18 жовтня 1924 — 24 січня 1925     | Соціал-демократична партія | Третій Брантінга                          | Густав V        |
| 13 |                                 | Рікард Йоганнес Сандлер (1884—1964)   | 24 січня 1925 — 7 червня 1926      | Соціал-демократична партія | Сандлера                                  | Густав V        |
| 14 |                                 | Карл Гюстав Екман (1872—1945)         | 7 червень 1926 — 2 жовтня 1928     | Ліберальна партія          | Перший Екмана                             | Густав V        |
| 15 |                                 | Герцог Арвід Ліндман (1862—1936)      | 2 жовтня 1928 — 7 червня 1930      | Помірна коаліційна партія  | Другий Ліндмана                           | Густав V        |
| 16 |                                 | Карл Гюстав Екман (1872—1945)         | 7 червня 1930 — 6 серпня 1932      | Ліберальна партія          | Другий Екмана                             | Густав V        |
| 17 |                                 | Фелікс Теодор Гамрін (1875—1937)      | 6 серпня 1932 — 24 вересня 1932    | Ліберальна партія          | Гамріна                                   | Густав V        |
| 18 |                                 | Пер Альбін Ганссон (1885—1946)        | 24 вересня 1932 — 19 червня 1936   | Соціал-демократична партія | Перший Ганссона                           | Густав V        |
| 19 |                                 | Алекс Перссон-Брамсторп (1883—1954)   | 19 червня 1936 — 28 вересня 1936   | Партія центру              | Перссона-Брамсторпа                       | Густав V        |
| 20 |                                 | Пер Альбін Ганссон (1885—1946)        | 28 вересня 1936 — 13 грудня 1939   | Соціал-демократична партія | Другий Ганссона                           | Густав V        |
| 20 | 13 грудня 1939 — 31 липня 1945  | Пер Альбін Ганссон (1885—1946)        | Третій Ганссона                    | Соціал-демократична партія |                                           | Густав V        |
| 20 | 31 липня 1945 — 6 жовтня 1946   | Пер Альбін Ганссон (1885—1946)        | Четвертий Ганссона                 | Соціал-демократична партія |                                           | Густав V        |
| 21 |                                 | Таге Фрітьоф Ерландер (1901—1985)     | 11 жовтня 1946 — 1 жовтня 1951     | Соціал-демократична партія | Перший Ерландера                          | Густав V        |
| 21 | 1 жовтня 1951 — 31 жовтня 1957  | Таге Фрітьоф Ерландер (1901—1985)     | Другий Ерландера                   | Соціал-демократична партія | Густав VI Адольф                          |                 |
| 21 | 31 жовтня 1957 — 14 жовтня 1969 | Таге Фрітьоф Ерландер (1901—1985)     | Третій Ерландера                   | Соціал-демократична партія | Густав VI Адольф                          |                 |
| 22 |                                 | Улоф Пальме (1927—1986)               | 14 жовтня 1969 — 8 жовтня 1976     | Соціал-демократична партія | Густав VI Адольф                          | Перший Пальме   |
| 23 |                                 | Турб'єрн Фелльдін (1926—2016)         | 8 жовтня 1976 — 18 жовтня 1978     | Партія центру              | Перший Фелльдіна                          | Карл XVI Густав |
| 24 |                                 | Ула Ульстен (1931—2018)               | 18 жовтня 1978 — 12 жовтня 1979    | Народна партія             | Ульстена                                  | Карл XVI Густав |
| 25 |                                 | Турб'єрн Фелльдін (1926—2016)         | 12 жовтня 1979 — 22 травня 1981    | Партія центру              | Другий Фелльдіна                          | Карл XVI Густав |
| 25 | 22 травня 1981 — 8 жовтня 1982  | Турб'єрн Фелльдін (1926—2016)         | Третій Фелльдіна                   | Партія центру              |                                           | Карл XVI Густав |
| 26 |                                 | Улоф Пальме (1927—1986)               | 8 жовтня 1982 — 28 жовтня 1986     | Соціал-демократична партія | Другий Пальме                             | Карл XVI Густав |
| 27 |                                 | Інгвар Карлссон (1934–)               | 1 березня 1986 — 27 лютого 1990    | Соціал-демократична партія | Перший Карлссона                          | Карл XVI Густав |
| 27 | 27 лютого 1990 — 4 жовтня 1991  | Інгвар Карлссон (1934–)               | Другий Карлссона                   | Соціал-демократична партія |                                           | Карл XVI Густав |
| 28 |                                 | Карл Більдт (1949–)                   | 4 жовтня 1991 — 7 жовтня 1994      | Помірна коаліційна партія  | Карла Більдта                             | Карл XVI Густав |
| 29 |                                 | Інгвар Карлссон (1934–)               | 7 жовтня 1994 — 22 березня 1996    | Соціал-демократична партія | Третій Карлссона                          | Карл XVI Густав |
| 30 |                                 | Ганс Йоран Перссон (1949–)            | 22 березня 1996 — 6 жовтня 2006    | Соціал-демократична партія | Перссона                                  | Карл XVI Густав |
| 31 |                                 | Йон Фредрік Рейнфельдт (1965–)        | 6 жовтня 2006 — 3 жовтня 2014      | Помірна коаліційна партія  | Райнфельдта                               | Карл XVI Густав |
| 32 |                                 | Стефан Левен (1957–)                  | 3 жовтня 2014 — 30 листопада 2021  | Соціал-демократична партія | Перший Левена Другий Левена Третій Левена | Карл XVI Густав |
| 33 |                                 | Магдалена Андерссон (1967–)           | 30 листопада 2021 — 18 жовтня 2022 | Соціал-демократична партія | Уряд Андерссон                            | Карл XVI Густав |
| 34 |                                 | Ульф Крістерссон (1963–)              | з 18 жовтня 2022                   | Помірна коаліційна партія  | Уряд Крістерссона                         | Карл XVI Густав |